# Наутилокаликс
Наутилокаликс (лат. Nautilocalyx) — род многолетних вечнозеленых травянистых растений семейства Геснериевые (лат. Gesneriaceae).

## Этимология названия
Название рода возникло из двух слов (лат. Nautilus), «матрос» или вид морского моллюска с особенной раковиной, и (лат. calyx) «чашечка». Не известно, на какие черты растений указывает это название.

## Ботаническое описание
Многолетнее травянистое, у основания стебля иногда одревесневающее растение. Листья супротивные, широкояйцевидные, сочные, блестящие или с опушением, с выразительным рисунком и рельефным жилкованием, морщинистые. Цветёт одиночными или собранными в небольшие соцветия в пазухах верхушечных листьев трубчатыми или трубчато-колокольчатыми цветками; околоцветник с 5-лопастным отгибом желтых, кремовых, розовых оттенков.

## Ареал и климатические условия
Растение родом из сельвы Центральной Америки, тропических областей Южной Америки и из Западной Индии.

## Применение
В культуре малораспространённое. В условиях умеренного климата — в интерьерных тепличках, цветочных витринах — как горшочное растение, красивоцветущее и декоративно-лиственное; в зимних садах и отапливаемых теплицах. В открытом грунте — в безморозных областях — в цветниках, вазах.

## Агротехника
Уход.
В теплице, в интерьере — в витрине, субстрат влаго- и воздухоёмкий, в полутени, поддерживая высокую влажность воздуха и температуру не ниже 18°С. В период роста обильно поливают тёплой мягкой водой, 1 раз в месяц подкармливают жидким комплексным удобрением, 1/2 от рекомендованной порции.
Размножение. Верхушечными черенками размножают весной и летом, посевом семян.

## Некоторые виды
- N. bullatus[1], syn, N. tesselatus, стройное, многолетнее травянистое растение с овальными слегка зубчатыми, сморщенными, с верхней стороны темно-зелёными, с нижней — пурпуровыми, 23 см длиной листьями. Цветет весной до начала лета бледно-желтыми, опушёнными, диаметром 3,5 см цветками, собранными в малоцветковые соцветия — до 10. Высота растения — 60 см, ширина — 35 см. Родом из Перу.
- N. lynchii[2], стройное, ветвящееся, многолетнее травянистое растение с листьями овально-ланцетными зубчатыми, с верхней стороны окрашенными от темно-зелёного до пурпурового, с нижней — красно-пурпуровыми, 12 см длиной. Цветет летом желтыми, снаружи опушёнными, с пурпуровым оттенением, цветками, появляющимися из пазух листьев в малоцветковом соцветии, по 3-4 цветка. Высота растения — 60 см, ширина — 30 см. Родом из Колумбии.
- N. fogetii[3], прямостоячее, с крупными мясистыми ярко-зелеными листьями с красным рисунком около жилок, цветы палево-желтые, опушённые, в основании снаружи краснованые с зелеными крапинами. Родом из Перу.

## Список видов
По информации базы данных The Plant List, род включает 47 видов:
- Nautilocalyx adenosiphon (Leeuwenb.) Wiehler
- Nautilocalyx aeneus (Linden & André) Wiehler
- Nautilocalyx arenarius L.E.Skog & Steyerm.
- Nautilocalyx bicolor (Hook.) Wiehler
- Nautilocalyx biserrulatus Kriebel
- Nautilocalyx bracteatus (Planch.) Sprague
- Nautilocalyx bryogeton (Leeuwenb.) Wiehler
- Nautilocalyx bullatus (Lem.) Sprague
- Nautilocalyx cataractarum Wiehler
- Nautilocalyx chimantensis L.E.Skog & Steyerm.
- Nautilocalyx coccineus Feuillet & L.E.Skog
- Nautilocalyx colombianus Wiehler
- Nautilocalyx colonensis Wiehler
- Nautilocalyx cordatus (Gleason) L.E.Skog
- Nautilocalyx decumbens (Mart.) Wiehler
- Nautilocalyx dressleri Wiehler
- Nautilocalyx ecuadoranus Wiehler
- Nautilocalyx fasciculatus L.E.Skog & Steyerm.
- Nautilocalyx forgetii (Sprague) Sprague
- Nautilocalyx glandulifer Wiehler
- Nautilocalyx hirsutus (Sprague) Sprague
- Nautilocalyx hirtiflorus (Spruce ex Hanst.) Sprague
- Nautilocalyx kohlerioides (Leeuwenb.) Wiehler
- Nautilocalyx lucianii (Linden & E.Fourn.) Wiehler
- Nautilocalyx lynchii (Hook.f.) Sprague
- Nautilocalyx maguirei L.E.Skog & Steyerm.
- Nautilocalyx melittifolius (L.) Wiehler
- Nautilocalyx membranaceus (C.V.Morton) Wiehler
- Nautilocalyx mimuloides (Benth.) C.V.Morton
- Nautilocalyx mulfordii Wiehler
- Nautilocalyx pallidus (Sprague) Sprague
- Nautilocalyx panamensis (Seem.) Seem.
- Nautilocalyx peltatus (C.V.Morton) Wiehler
- Nautilocalyx pemphidius L.E.Skog
- Nautilocalyx peruvianus Wiehler
- Nautilocalyx picturatus L.E.Skog
- Nautilocalyx pictus (Hook.) Sprague
- Nautilocalyx porphyrotrichus (Leeuwenb.) Wiehler
- Nautilocalyx punctatus Wiehler
- Nautilocalyx purpurascens Kriebel
- Nautilocalyx resioides (Leeuwenb.) Wiehler
- Nautilocalyx silvaticus (Cuatrec.) Wiehler
- Nautilocalyx speciosus Wiehler
- Nautilocalyx urticifolius (Leeuwenb.) Wiehler
- Nautilocalyx villosus (Kunth & C.D.Bouché) Sprague
- Nautilocalyx vinosus Wiehler
- Nautilocalyx whitei Rusby